# 劉多荃
劉多荃（1897年—1985年7月22日），字芳波，盛京将軍管轄区奉天府鳳城县人，中華民国陆军上将、中華人民共和国政治人物。

## 生平
1921年（民国10年）秋，劉多荃入保定陸軍軍官学校第9期砲兵科。1923年毕业，加入張作霖所率東三省陸軍，以後順利升职。
1931年底，张学良卫队改编为第105师，张学良兼任师长，刘多荃任副师长。1933年3月张学良下野，刘多荃升任国民革命軍第105師師長。1935年4月，获授陸軍少将位。翌年12月張学良发动西安事变，劉多荃在臨潼指挥部隊参加事变，担任捉蒋行动总指挥。
1937年2月，劉多荃任第49軍首任軍長、陸軍中将。4月29日，第四十九軍軍長劉多荃在河南南陽軍部遇剌受傷，赴上海就醫，兇手當場擊斃:5414。抗日战争爆发後，劉多荃在津浦路及上海方面同日軍交战。1941年10月，升任第10集团軍副总司令，隶属第三战区。1941年12月兼任熱河省政府主席。1943年4月，任第25集团軍副总司令。1945年5月，当选中国国民党第6届中央候補執行委員。1945年6月任第十二战区副司令长官。
1941年11月，刘多荃任第十集团军副总司令， 
1945年12月任热河省政府主席。1947年任张垣绥靖公署副主任。1947年7月19日，國民政府派劉多荃為國民大會代表立法院立法委員熱河省選舉事務所主任委員:8385-8386。1948年1月任華北剿匪总司令部副总司令、热河省政府主席，晋级陆军二级上将。1948年2月，被突然罢免熱河省政府主席职务。1948年底转移到香港参加反蒋介石派的组织。1949年8月13日，他和黄紹竑发表了投向中国共産党的宣言。
中華人民共和国成立后，劉多荃任任政务院参事，辽宁省交通厅厅长，第二至五届中国人民政治協商会議全国委員会委員。1980年1月，当选第四届政治協商会議遼寧省委員会副主席。他还历任中国国民党革命委員会（民革）中央委員会委員、遼寧省委員会主任委員。省第五届人大副主任。
1985年7月22日，劉多荃在北京病逝。享年89岁。

## 家庭
原配夫人为安东富商罗耀辉与朱庆澜堂妹之女罗蕴卿，原配去世后，娶何云为妻。
- 长子：刘全礼，毕业于黄埔军校第十九期。中共党员，洪国式潜台小组主要成员，中共中央社会部烈士，1950年在台北马场町刑场被执行死刑。
- 次子：刘全华，毕业于香港喇沙书院。香港企业家，曾出任香港五矿集团副董事长，香港企荣贸易有限公司总经理。
- 次孙：刘同宪，毕业于香港大学机械专业，中国香港精密仪表研发企业家。曾创立上海赛途仪器仪表有限公司，诺克仪器（上海）有限公司，无锡赛艾精密仪表有限公司等企业。
- 幼孙：刘同法，瑞典籍华人。瑞典宜家家居主要供货商，哥特堡清新森林集团董事长。
- 曾孙女：刘莹，前长板速降运动员，青年企业家，会计师。日本早稻田大学MBA。现任美银宝（沈阳)投资有限公司执行董事兼总经理，国际速降联盟(IDF)理事，中国极限运动协会(CESA)外籍顾问。

劉多荃堂弟劉瀾波曾任中華人民共和國電力工業部長。